# Інтриган
«Інтриган» (інша назва: «Солодкий політ») — радянський чорно-білий комедійний художній фільм Якова Урінова про учнів льотної школи. Вийшов на екрани в жовтні 1935 року.

## Сюжет
Дія відбувається в одній з льотних шкіл, що готує льотчиків. У тих місцях, де курсанти проводять свої навчальні польоти, розташовується радгосп, що розводить породистих коней. Головний герой фільму — курсант Вася Ярочкин. Він веселий хлопець, любить пожартувати і побешкетувати під час навчальних польотів. Одного разу він, летячи на бриючому польоті, відлякує табун коней. Через це хуліганство йому в льотній школі погрожують не видати диплом. Але жартівнику вдається і реабілітуватися. З радгоспу втікає племінний жеребець на прізвисько Інтриган. А Вася проводить зі своєю подругою Олею розвідполіт на літаку. Вони знаходять Інтригана і, користуючись тим, що він любить солодке, приманюють його цукром і повертають в його стійло в радгоспі.

## У ролях
- Микола Ярочкин —  Вася Ярочкин, пілот
- Петро Масоха —  Топоренко, пілот
- Галина Клишко —  Зіна
- Володимир Гардін —  директор авіаінституту
- Віктор Кулаков —  Семен
- Гнат Ігнатович —  Караульченко, ветеринар
- Володимир Лісовський —  директор Пічук
- В. Сметана-Столєтова —  Ольга
- Віталій Лазаренко —  клоун
- Марія Рейзен —  танцівниця
- Володимир Хенкин —  епізод

## Знімальна група
- Автор сценарію: Соломон Лазурін
- Режисер: Яків Урінов
- Оператори: Юрій Вовченко, Георгій Єфремов, Георгій Хімченко
- Художник: Соломон Зарицький
- Композитор: Леонід Половинкин
- Звукооператор: В. Гіршберг
- Балетмейстер: Касьян Голейзовський